# Заросляк жовточеревий
Заросляк жовточеревий (Atlapetes pileatus) — вид горобцеподібних птахів родини Passerellidae. Ендемік Мексики.

## Опис
Довжина птаха становить 19 см. Верхня частина тіла темно-оливкова, нижня частина тіла яскраво-жовта. Боки жовтувато-оливкові. На голові бура пляма. Виду не притаманний статевий диморфізм.

## Підвиди
Виділяють два підвиди:
- A. p. dilutus Ridgway, 1898 — північна, центральна Мексика;
- A. p. pileatus Wagler, 1831 — південна Мексика.

## Поширення і екологія
Жовточереві заросляки є ендеміками Мексики. Поширені від Чіуауа і Нуево-Леона на півночі до Оахаки на півдні. Живуть в соснових і дубових лісах Мексиканського нагір'я на висоті від 1300 до 3400 м над рівнем моря.